# Europamästerskapet i fotboll 1980
Europamästerskapet i fotboll 1980 arrangerades i Italien mellan den 11 och 22 juni 1980 och var det sjätte Europamästerskapet. Västtyskland blev europamästare efter finalseger mot Belgien med 2–1 i Rom.
För första gången var åtta lag med i huvudturneringen som spelades i Italien där värdlandet för första gången var direktkvalificerat i EM-sammanhang. Den utökade turneringen innebar gruppspel i två grupper där gruppettorna gick vidare till final och tvåorna till match om tredjepris.
Detta var också sista gången som en match om tredjepris spelades i Europamästerskapssammanhang. 1984 hade man tagit bort den, orsaken sägs vara att 1980 års bronsmatch var så tråkig och andefattig att Uefa såg det för gott att avskaffa den. EM 1980 bjöd på defensivt spel med få mål och publiken svek arrangörer och många matcher spelades inför till stora delar tomma läktare. 
Europamästare blev Västtyskland som var turneringens bästa lag tillsammans med finalisten Belgien. Finalhjälte blev Horst Hrubesch som gjorde Västtysklands segermål. Det västtyska laget sågs som turneringens stora positiva inslag med många nya unga talanger i laget som Bernd Schuster, Hans-Peter Briegel, Horst Hrubesch, Hansi Müller och Karl-Heinz Rummenigge.

## Kvalspel

### Kvalificerade nationer
- Belgien
- England
- Grekland
- Italien (värdnation)
- Nederländerna
- Spanien
- Tjeckoslovakien
- Västtyskland

## Arenor
| Milano            | · Milano Neapel Turin Rom | · Milano Neapel Turin Rom | Neapel            |
| San Siro          | · Milano Neapel Turin Rom | · Milano Neapel Turin Rom | Stadio San Paolo  |
| Kapacitet: 83 141 | · Milano Neapel Turin Rom | · Milano Neapel Turin Rom | Kapacitet: 81 101 |
|                   | · Milano Neapel Turin Rom | · Milano Neapel Turin Rom |                   |
| Turin             | · Milano Neapel Turin Rom | · Milano Neapel Turin Rom | Rom               |
| Stadio Comunale   | · Milano Neapel Turin Rom | · Milano Neapel Turin Rom | Stadio Olimpico   |
| Kapacitet: 71 180 | · Milano Neapel Turin Rom | · Milano Neapel Turin Rom | Kapacitet: 66 341 |
|                   | · Milano Neapel Turin Rom | · Milano Neapel Turin Rom |                   |

## Gruppspel

### Grupp 1
| Nr | Lag             | S | V | O | F | GM | IM | MS | P |
| -- | --------------- | - | - | - | - | -- | -- | -- | - |
| 1  | Västtyskland    | 3 | 2 | 1 | 0 | 4  | 2  | +2 | 5 |
| 2  | Tjeckoslovakien | 3 | 1 | 1 | 1 | 4  | 3  | +1 | 3 |
| 3  | Nederländerna   | 3 | 1 | 1 | 1 | 4  | 4  | 0  | 3 |
| 4  | Grekland        | 3 | 0 | 1 | 2 | 1  | 4  | −3 | 1 |

|             | 11 juni 1980 | Tjeckoslovakien | 0 – 1           | Västtyskland              | Stadio Olimpico                                         |                                                         |
| 17:45 UTC+1 | 17:45 UTC+1  |                 | (0 – 0) Rapport | 57′ Karl-Heinz Rummenigge | Rom Publik: 11 059 Domare: Alberto Michelotti (Italien) | Rom Publik: 11 059 Domare: Alberto Michelotti (Italien) |
| 17:45 UTC+1 | 17:45 UTC+1  |                 |                 |                           | Rom Publik: 11 059 Domare: Alberto Michelotti (Italien) | Rom Publik: 11 059 Domare: Alberto Michelotti (Italien) |
| 17:45 UTC+1 | 17:45 UTC+1  |                 |                 |                           | Rom Publik: 11 059 Domare: Alberto Michelotti (Italien) | Rom Publik: 11 059 Domare: Alberto Michelotti (Italien) |

|             | 11 juni 1980 | Nederländerna        | 1 – 0           | Grekland | Stadio San Paolo                                         |                                                          |
| 20:30 UTC+1 | 20:30 UTC+1  | Kees Kist 65′ (str.) | (0 – 0) Rapport |          | Neapel Publik: 14 990 Domare: Adolf Prokop (Östtyskland) | Neapel Publik: 14 990 Domare: Adolf Prokop (Östtyskland) |
| 20:30 UTC+1 | 20:30 UTC+1  |                      |                 |          | Neapel Publik: 14 990 Domare: Adolf Prokop (Östtyskland) | Neapel Publik: 14 990 Domare: Adolf Prokop (Östtyskland) |
| 20:30 UTC+1 | 20:30 UTC+1  |                      |                 |          | Neapel Publik: 14 990 Domare: Adolf Prokop (Östtyskland) | Neapel Publik: 14 990 Domare: Adolf Prokop (Östtyskland) |

|             | 14 juni 1980 | Västtyskland               | 3 – 2           | Nederländerna                                  | Stadio San Paolo                                       |                                                        |
| 17:45 UTC+1 | 17:45 UTC+1  | Klaus Allofs 20′, 60′, 65′ | (1 – 0) Rapport | 79′ (str.) Johnny Rep 85′ Willy van de Kerkhof | Neapel Publik: 26 546 Domare: Robert Wurtz (Frankrike) | Neapel Publik: 26 546 Domare: Robert Wurtz (Frankrike) |
| 17:45 UTC+1 | 17:45 UTC+1  |                            |                 |                                                | Neapel Publik: 26 546 Domare: Robert Wurtz (Frankrike) | Neapel Publik: 26 546 Domare: Robert Wurtz (Frankrike) |
| 17:45 UTC+1 | 17:45 UTC+1  |                            |                 |                                                | Neapel Publik: 26 546 Domare: Robert Wurtz (Frankrike) | Neapel Publik: 26 546 Domare: Robert Wurtz (Frankrike) |

|             | 14 juni 1980 | Grekland               | 1 – 3           | Tjeckoslovakien                                         | Stadio Olimpico                                   |                                                   |
| 20:30 UTC+1 | 20:30 UTC+1  | Nikos Anastopoulos 14′ | (1 – 2) Rapport | 6′ Antonín Panenka 26′ Ladislav Vízek 63′ Zdeněk Nehoda | Rom Publik: 4 726 Domare: Pat Partridge (England) | Rom Publik: 4 726 Domare: Pat Partridge (England) |
| 20:30 UTC+1 | 20:30 UTC+1  |                        |                 |                                                         | Rom Publik: 4 726 Domare: Pat Partridge (England) | Rom Publik: 4 726 Domare: Pat Partridge (England) |
| 20:30 UTC+1 | 20:30 UTC+1  |                        |                 |                                                         | Rom Publik: 4 726 Domare: Pat Partridge (England) | Rom Publik: 4 726 Domare: Pat Partridge (England) |

|             | 17 juni 1980 | Nederländerna | 1 – 1           | Tjeckoslovakien   | San Siro                                         |                                                  |
| 17:45 UTC+1 | 17:45 UTC+1  | Kees Kist 59′ | (0 – 1) Rapport | 16′ Zdeněk Nehoda | Milano Publik: 11 889 Domare: Hilmi Ok (Turkiet) | Milano Publik: 11 889 Domare: Hilmi Ok (Turkiet) |
| 17:45 UTC+1 | 17:45 UTC+1  |               |                 |                   | Milano Publik: 11 889 Domare: Hilmi Ok (Turkiet) | Milano Publik: 11 889 Domare: Hilmi Ok (Turkiet) |
| 17:45 UTC+1 | 17:45 UTC+1  |               |                 |                   | Milano Publik: 11 889 Domare: Hilmi Ok (Turkiet) | Milano Publik: 11 889 Domare: Hilmi Ok (Turkiet) |

|             | 17 juni 1980 | Grekland | 0 – 0           | Västtyskland | Stadio Olimpico di Torino                               |                                                         |
| 20:30 UTC+1 | 20:30 UTC+1  |          | (0 – 0) Rapport |              | Turin Publik: 13 901 Domare: Brian McGinlay (Skottland) | Turin Publik: 13 901 Domare: Brian McGinlay (Skottland) |
| 20:30 UTC+1 | 20:30 UTC+1  |          |                 |              | Turin Publik: 13 901 Domare: Brian McGinlay (Skottland) | Turin Publik: 13 901 Domare: Brian McGinlay (Skottland) |
| 20:30 UTC+1 | 20:30 UTC+1  |          |                 |              | Turin Publik: 13 901 Domare: Brian McGinlay (Skottland) | Turin Publik: 13 901 Domare: Brian McGinlay (Skottland) |

### Grupp 2
| Nr | Lag     | S | V | O | F | GM | IM | MS | P |
| -- | ------- | - | - | - | - | -- | -- | -- | - |
| 1  | Belgien | 3 | 1 | 2 | 0 | 3  | 2  | +1 | 4 |
| 2  | Italien | 3 | 1 | 2 | 0 | 1  | 0  | +1 | 4 |
| 3  | England | 3 | 1 | 1 | 1 | 3  | 3  | 0  | 3 |
| 4  | Spanien | 3 | 0 | 1 | 2 | 2  | 4  | −2 | 1 |

|             | 12 juni 1980 | Belgien           | 1 – 1           | England         | Stadio Olimpico di Torino                                  |                                                            |
| 17:45 UTC+1 | 17:45 UTC+1  | Jan Ceulemans 29′ | (1 – 1) Rapport | 26′ Ray Wilkins | Turin Publik: 15 186 Domare: Heinz Aldinger (Västtyskland) | Turin Publik: 15 186 Domare: Heinz Aldinger (Västtyskland) |
| 17:45 UTC+1 | 17:45 UTC+1  |                   |                 |                 | Turin Publik: 15 186 Domare: Heinz Aldinger (Västtyskland) | Turin Publik: 15 186 Domare: Heinz Aldinger (Västtyskland) |
| 17:45 UTC+1 | 17:45 UTC+1  |                   |                 |                 | Turin Publik: 15 186 Domare: Heinz Aldinger (Västtyskland) | Turin Publik: 15 186 Domare: Heinz Aldinger (Västtyskland) |

|             | 12 juni 1980 | Spanien | 0 – 0           | Italien | San Siro                                              |                                                       |
| 20:30 UTC+1 | 20:30 UTC+1  |         | (0 – 0) Rapport |         | Milano Publik: 46 816 Domare: Károly Palotai (Ungern) | Milano Publik: 46 816 Domare: Károly Palotai (Ungern) |
| 20:30 UTC+1 | 20:30 UTC+1  |         |                 |         | Milano Publik: 46 816 Domare: Károly Palotai (Ungern) | Milano Publik: 46 816 Domare: Károly Palotai (Ungern) |
| 20:30 UTC+1 | 20:30 UTC+1  |         |                 |         | Milano Publik: 46 816 Domare: Károly Palotai (Ungern) | Milano Publik: 46 816 Domare: Károly Palotai (Ungern) |

|             | 15 juni 1980 | Belgien                          | 2 – 1           | Spanien   | San Siro                                                     |                                                              |
| 17:45 UTC+1 | 17:45 UTC+1  | Eric Gerets 17′ Julien Cools 65′ | (1 – 1) Rapport | 36′ Quini | Milano Publik: 11 430 Domare: Charles Corver (Nederländerna) | Milano Publik: 11 430 Domare: Charles Corver (Nederländerna) |
| 17:45 UTC+1 | 17:45 UTC+1  |                                  |                 |           | Milano Publik: 11 430 Domare: Charles Corver (Nederländerna) | Milano Publik: 11 430 Domare: Charles Corver (Nederländerna) |
| 17:45 UTC+1 | 17:45 UTC+1  |                                  |                 |           | Milano Publik: 11 430 Domare: Charles Corver (Nederländerna) | Milano Publik: 11 430 Domare: Charles Corver (Nederländerna) |

|             | 15 juni 1980 | England | 0 – 1           | Italien            | Stadio Olimpico di Torino                              |                                                        |
| 17:45 UTC+1 | 17:45 UTC+1  |         | (0 – 0) Rapport | 79′ Marco Tardelli | Turin Publik: 59 646 Domare: Nicolae Rainea (Rumänien) | Turin Publik: 59 646 Domare: Nicolae Rainea (Rumänien) |
| 17:45 UTC+1 | 17:45 UTC+1  |         |                 |                    | Turin Publik: 59 646 Domare: Nicolae Rainea (Rumänien) | Turin Publik: 59 646 Domare: Nicolae Rainea (Rumänien) |
| 17:45 UTC+1 | 17:45 UTC+1  |         |                 |                    | Turin Publik: 59 646 Domare: Nicolae Rainea (Rumänien) | Turin Publik: 59 646 Domare: Nicolae Rainea (Rumänien) |

|             | 18 juni 1980 | Spanien                | 1 – 2           | England                               | Stadio San Paolo                                         |                                                          |
| 17:45 UTC+1 | 17:45 UTC+1  | Daniel Ruiz 48′ (str.) | (0 – 1) Rapport | 19′ Trevor Brooking 61′ Tony Woodcock | Neapel Publik: 14 440 Domare: Erich Linemayr (Österrike) | Neapel Publik: 14 440 Domare: Erich Linemayr (Österrike) |
| 17:45 UTC+1 | 17:45 UTC+1  |                        |                 |                                       | Neapel Publik: 14 440 Domare: Erich Linemayr (Österrike) | Neapel Publik: 14 440 Domare: Erich Linemayr (Österrike) |
| 17:45 UTC+1 | 17:45 UTC+1  |                        |                 |                                       | Neapel Publik: 14 440 Domare: Erich Linemayr (Österrike) | Neapel Publik: 14 440 Domare: Erich Linemayr (Österrike) |

|             | 18 juni 1980 | Italien | 0 – 0           | Belgien | Stadio Olimpico                                       |                                                       |
| 20:30 UTC+1 | 20:30 UTC+1  |         | (0 – 0) Rapport |         | Rom Publik: 42 318 Domare: António Garrido (Portugal) | Rom Publik: 42 318 Domare: António Garrido (Portugal) |
| 20:30 UTC+1 | 20:30 UTC+1  |         |                 |         | Rom Publik: 42 318 Domare: António Garrido (Portugal) | Rom Publik: 42 318 Domare: António Garrido (Portugal) |
| 20:30 UTC+1 | 20:30 UTC+1  |         |                 |         | Rom Publik: 42 318 Domare: António Garrido (Portugal) | Rom Publik: 42 318 Domare: António Garrido (Portugal) |

## Slutspel

### Match om tredjepris
|             | 21 juni 1980 | Tjeckoslovakien | 1 – 1                      | Italien | Stadio San Paolo                                         |                                                          |
| 20:30 UTC+1 | 20:30 UTC+1  | Ladislav Jurkemik 54′ | (0 – 0) Rapport            | 73′ Francesco Graziani | Neapel Publik: 24 652 Domare: Erich Linemayr (Österrike) | Neapel Publik: 24 652 Domare: Erich Linemayr (Österrike) |
| 20:30 UTC+1 | 20:30 UTC+1  | |                            | | Neapel Publik: 24 652 Domare: Erich Linemayr (Österrike) | Neapel Publik: 24 652 Domare: Erich Linemayr (Österrike) |
| 20:30 UTC+1 | 20:30 UTC+1  | Marián Masný Zdeněk Nehoda Anton Ondruš Ladislav Jurkemik Antonín Panenka Koloman Gögh Miroslav Gajdůšek Ján Kozák Jozef Barmoš | Straffsparksläggning 9 – 8 | Franco Causio Alessandro Altobelli Giuseppe Baresi Antonio Cabrini Romeo Benetti Francesco Graziani Gaetano Scirea Marco Tardelli Fulvio Collovati | Neapel Publik: 24 652 Domare: Erich Linemayr (Österrike) | Neapel Publik: 24 652 Domare: Erich Linemayr (Österrike) |

### Final
|             | 22 juni 1980 | Belgien                      | 1 – 2           | Västtyskland            | Stadio Olimpico                                      |                                                      |
| 20:30 UTC+1 | 20:30 UTC+1  | René Vandereycken 75′ (str.) | (0 – 1) Rapport | 10′, 88′ Horst Hrubesch | Rom Publik: 47 864 Domare: Nicolae Rainea (Rumänien) | Rom Publik: 47 864 Domare: Nicolae Rainea (Rumänien) |
| 20:30 UTC+1 | 20:30 UTC+1  |                              |                 |                         | Rom Publik: 47 864 Domare: Nicolae Rainea (Rumänien) | Rom Publik: 47 864 Domare: Nicolae Rainea (Rumänien) |
| 20:30 UTC+1 | 20:30 UTC+1  |                              |                 |                         | Rom Publik: 47 864 Domare: Nicolae Rainea (Rumänien) | Rom Publik: 47 864 Domare: Nicolae Rainea (Rumänien) |

## Statistik

### Skytteliga
| 3 mål                                                                                |                                                                                    |                                                                                    |                                                    |
| - Klaus Allofs                                                                       |                                                                                    |                                                                                    |                                                    |
| 2 mål                                                                                |                                                                                    |                                                                                    |                                                    |
| - Horst Hrubesch                                                                     | - Zdenek Nehoda                                                                    | - Kees Kist                                                                        |                                                    |
| 1 mål                                                                                |                                                                                    |                                                                                    |                                                    |
| - Jan Ceulemans - Julien Cools - Eric Gerets - René Vandereycken - Ladislav Jurkemik | - Antonín Panenka - Ladislav Vízek - Trevor Brooking - Ray Wilkins - Tony Woodcock | - Karl-Heinz Rummenigge - Nikos Anastopoulos - Francesco Graziani - Marco Tardelli | - Johnny Rep - Willy van de Kerkhof - Dani - Quini |